# Aikoku Fujinkai
Aikoku Fujinkai (Patriotic Women's Association) var en kvinnoorganisation i Japan, grundad 1901.
2 februari 1942 tvingades de tre kvinnoföreningarna Aikoku Fujinkai (Patriotic Women's Association, 1901-1942), Dai-Nippon Rengo Fujinkai (Greater Japan Alliance of Women's Associations, 1931-1942) och Dai-Nippon Kokubo Fujinkai (Greater Japan Women's Defence Association, 1932-1942), på regeringens order förenas och bilda Dai Nippon fujinkai.
Föreningen bildades för att skydda nationen och för att ta hand om de sörjande familjerna till krigets döda och sjuka och sårade soldater.